# فهد هذال
فهد هذال الدوسري لاعب كرة قدم سعودي ، يلعب في خط الدفاع.
لعب سابقاً مع مع نادي الشعلة ونادي الكوكب ونادي السلمية.